# Urbano Sacchetti
Urbano Sacchetti (Florença, 7 de março de 1640 - Roma, 6 de abril de 1705) foi um cardeal do século XVIII

## Biografia
Nasceu em Florença em 7 de março de 1640. Dos marqueses de Castelromano. Sobrinho do cardeal Giulio Cesare Sacchetti (1626).
Estudou direito, história e letras; fez uma viagem de estudos a vários países europeus; Universidade de Pisa, Pisa (doutorado).
Foi para Roma. Protonotário apostólico. Presidente da Câmara Apostólica e, posteriormente, clérigo. Comissário geral do exército. Auditor da Câmara Apostólica.
Criado cardeal diácono no consistório de 1º de setembro de 1681; recebeu o gorro vermelho e a diaconia de S. Nicola em Carcere, 22 de setembro de 1681. Concedeu dispensa por ainda não ter recebido as ordens sagradas no momento de sua promoção ao cardinalato, 1º de setembro de 1681. Concedeu licença para receber as sagradas ordens ordens fora das Têmporas e sem intervalos de tempo entre elas, 5 de março de 1682.
Eleito bispo de Viterbo e Toscanella, em 29 de março de 1683. Consagrada, em 2 de maio de 1683, igreja de S. Agnese in Agone, Roma, pelo cardeal Alderano Cibo, auxiliado por Giacomo Altoviti, patriarca latino titular de Antioquia, e por Odoardo Cibo, arcebispo titular de Selêucia. Participou do conclave de 1689, que elegeu o papa Alexandre VIII. Optou pela diaconia de S. Maria na Via Lata, em 28 de novembro de 1689. Cardeal protodiácono. Participou do conclave de 1691, que elegeu o Papa Inocêncio XII. Optou pela ordem dos presbíteros e pelo título de S. Bernardo alle Terme, em 22 de dezembro de 1693. Não participou do conclave de 1700, que elegeu o Papa Clemente XI. Renunciou ao governo da diocese, 24 de janeiro de 1701. Abade de Galeata e de S. Maria all'Isola. Optou pelo título de S. Maria em Trastevere, em 14 de janeiro de 1704.
Morreu em Roma em 6 de abril de 1705, por volta do meio-dia, em seu palácio romano, das doenças causadas por uma apoplexia que sofrera seis anos antes. Exposto na igreja de S. Giovanni de' Fiorentini, Roma, onde o funeral ocorreu em 8 de abril de 1705, e enterrado no túmulo de seus ancestrais na capela da SS . Crocifisso dessa mesma igreja.